# 10572 Kominejo
10572 Kominejo è un asteroide della fascia principale. Scoperto nel 1994, presenta un'orbita caratterizzata da un semiasse maggiore pari a 2,1780615 UA e da un'eccentricità di 0,0680927, inclinata di 2,15816° rispetto all'eclittica.